# Lodewijk Gerard Visscher

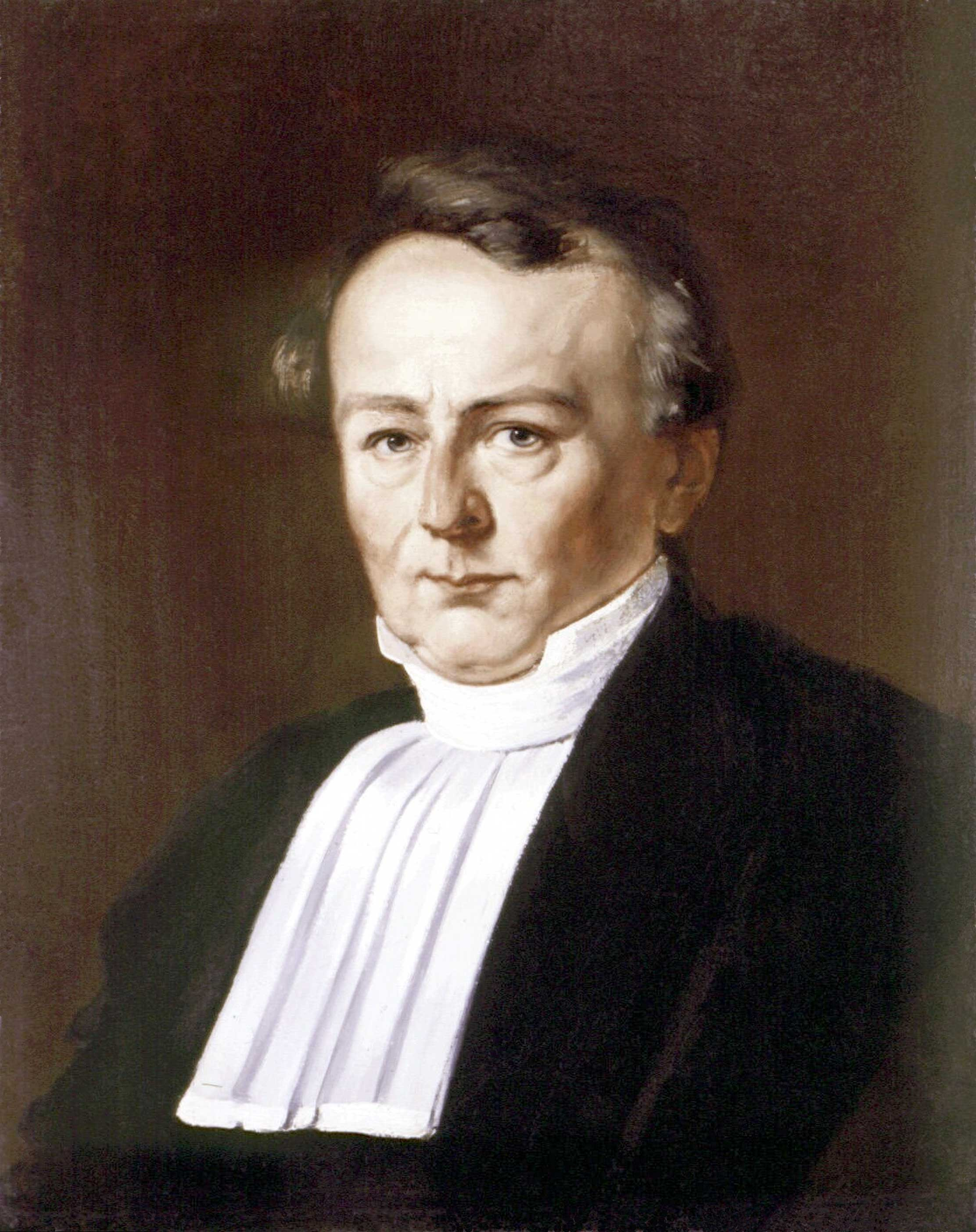
Lodewijk Gerard Visscher

Lodewijk Gerard Visscher (* 1. März 1797 in Breda; † 26. Januar 1859 in Utrecht) war ein niederländischer Literaturwissenschaftler und Historiker.

## Leben
Der älteste Sohn des Teunis Kragt Visscher (* 15. Januar 1769 in Amsterdam; † 19. September 1799 bei Schoorldam) und Catharina Dorothea Boellaard (* 13. November 1768 in Meerkerk; † 7. Juni 1843 in Den Haag), hatte seinen Vater bereits früh verloren. Da sein Vater als Militär bei einem Gefecht getötet wurde, heiratete seine Mutter am 10. November 1805 in Den Haag den Finanzbeamten Adolphus Bierman (* 15. April 1781 in Leerdam; † 21. Juni 1846 in Den Haag). Dieser scheint einen prägenden Einfluss auf ihn ausgeübt zu haben. Denn 1814 wurde er Finanzbeamter in Den Haag und 1817 Steuerinspektor in Brüssel. Hier betätigte er sich literarisch und setzte sich für die Einführung der niederländischen Sprache in den flämischen, später belgischen Provinzen, ein. Nachdem er seine Arbeit Over het herstel en de invoering der Nederlandsche taal veröffentlicht hatte, wurde er am 31. Dezember 1826 zum Professor der niederländischen Sprache und Literatur an der philosophischen Fakultät der Universität Löwen ernannt.
Durch den belgischen Aufstand von 1830 verlor er seine Stelle. Er fand eine neue Wirkungsstätte, als er am 6. März 1831 einen Ruf als adjunktierter Professor der niederländischen Sprache, Literatur und Geschichte an die Universität Utrecht erhielt, welche Aufgabe er am 12. April 1831 übernahm. Nach dem Tod von Adam Simons, wurde er am 4. März 1834 ordentlicher Professur der Fachrichtung und erhielt am 26. Januar 1837 die Ehrendoktorwürde der Philosophie in Utrecht. In seiner Eigenschaft als Utrechter Hochschullehrer beteiligte er sich auch an den organisatorischen Aufgaben der Hochschule und war 1837/38 sowie 1856/57 Rektor der Alma Mater. Er war auch Mitglied mehrerer Gelehrtengesellschaften seiner Zeit. So wurde er 1825 in Brüssel Mitglied der dortigen niederländischen Literaturgesellschaft, 1826 wurde er Mitglied der Gesellschaft der niederländischen Literatur in Leiden und 1828 korrespondierendes Mitglied des königlich niederländischen Instituts der Wissenschaften in Amsterdam.

## Familie
Visscher hatte am 25. Februar 1818 in Den Haag Georgetta Catharina Cornela Flok (* 1798 in Den Haag; † 20. Juni 1866 in Utrecht), die Tochter des Cornelis Flock und der Alida Sophia van Rooijen, geheiratet. Aus der Ehe stammen Kinder. Von diesen kennt man:
- Corneille Herman Dirk Visscher (* 1821 in Brüssel; † 7. Februar 1867 in Maastricht) wurde Militärarzt
- Antoine Adolphe Thiery Visscher (* 30. November 1822 in Rumpel; † 12. September 1881) war Advokat in Amsterdam
- Georg Michiel Visscher starb als Kaufmann in Niederländisch-Indien
- Catharina Dorothea Diderika Visscher (* um 1825 in Brüssel) verh. 17. April 1873 in Utrecht mit Kornelis Achterberg (* 30. Dezember 1820 in Veenendaal) Sohn von Elis Achterberg und Metje van Egdom
- Jan Antoni Visscher (* um 1830 in Den Haag) wurde Militärarzt und wurde Ritter des Ordens vom niederländischen Löwen, verh. I vor 1867 mit Jeanette Louise Maria Antoinette Le Rutte (* um 1834 in Den Haag; † 2. Januar 1869 in Muiden); verh. II. 17. März 1870 in Wijk bei Duurstede mit Anne Therese Mathilde Popp (* um 1843 in Dinoijo (Soerabaja Ned.Indie))
- Georgetta Louise Sophia Secunda Visscher (* 21. September 1841 in Utrecht; † 23. Februar 1886 in Odijk) verh. 15. Oktober 1861 in Loenen mit dem Militärarzt Jacob Hennequin (* 4. März 1835 in Sluis; † 19. August 1871 in Utrecht)

## Werke (Auswahl)
- Mélanges de Poésie et de la Littérature des Pays-Bas. Brüssel 1820 (Online)
- Een paar woorden over Amsterdam en Brussel, bij den jongsten watersnood. Brüssel 1820
- Bloemlezing uit de beste Schriften der nederlandsche Dichters van de 13de tot en met de 18de Eeuw. Breda 1820–1822, 3. Bde. ; (1. Bd. Online), (2. Bd. Online), (3. Bd. Online)
- De herder op het slagveld te Nieuwpoort. 2. Aufl. Brüssel 1822 (Online)
- Aan den koning en het volk. Lierzang. Brüssel 1822, (Online)
- De verbroedering, of De Hollander en Brabander in een vreemd land. Tooneelspel. Brüssel 1823 (Online)
- De Koningin te Breda, Tooneelspel. Brüssel 1823 (Online)
- Over het Herstel en de Invoering der nederlandsche Taal. Brüssel 1825 (Online)
- De overstrooming, Lierzang. 1825 (Online)
- Nederlandsche Chrestomathie, ten gebruike bij het Hooger Onderwijs. Löwen 1827
- Bloemlezing uit de Nederlandsche dichters en prozaschrijvers. Löwen 1828 u. 1829, 2. Bde.
- Kleine handleiding voor de uitspraak der Nederl. taal, bestaande in eene verzameling van eigenaardige spreekwijzen. Löwen  1828
- Handleiding tot de Geschiedenis der nederlandsche Letterkunde Inzonderheid ten Gebruike bij academische Studien. Löwen 1829 (Online)
- Handleiding tot de algemeene geschiedenis der Nederlanden,inzonderheid ten gebruike bij Academische studiën. Eerste cursus. Van de vroegste tijden tot op den jare 1500. Utrecht 1832, 1833
- Toelichtingen tot het chronologisch Overzigt der nederlandsche Vorsten. Utrecht 1833 (Online) später erschienen unter dem Titel: Beknopt chronologisch Overzigt der nederlandsche Geschiedenis. Utrecht 1849 (Online)
- Bijdragen tot de oude Letterkunde der Nederlanden. Utrecht 1835 (Online)
- Ferguut. Ridderroman uit den Fabelkring van de ronde Tafel. Utrecht 1836, (Online), 1838 (Online); Leiden 1838 (Online)
- Oratio de Gerardo Moll. Utrecht 1838 (Online)
- Jacob de Coster van Maerlant. Utrecht 1838 (Online)
- Natuurkunde van het Heelal, door Gerard Leenhout, benevens eene Verhand, over hetzelfde onderwerp door broeder Thomas. Utrecht 1841
- Feestlied, den koning, in mannenkoor, toegezongen bij gelegenheid van Z.M. blijde inkomst te Utrecht, Mei 1841. Muzijk van J.H. Kufferath. Utrecht 1841
- De Jesuiten in Nederland. Utrecht 1845, 1853 (anonym)
- Bronnen en bouwstoffen ter beoefening der Algemeene geschiedenis van het Vaderland. Utrecht 1846, 2. Bde.
- Anthologie van Nederlandsche prozaschrijvers en dichters. Utrecht 1847 (Online)
- Kort begrip der algemeene Geschiedenis van ons Vaderland. Utrecht 1848, 1850
- Chronologische Tafel voor de Geschiedenis der Israëlieten in Nederland. Utrecht 1850, 1852 (Online)
- Leiddraad tot de Geschiedenis der nederlandsche Letterkunde. Utrecht 1850–55, 3. Bde., (1. Bd. Online)
- Handboek der algemeene Geschiedenis der Nederlanden en Nederlandsche Koloniën. Maarsen 1851
- Beknopte Geschiedenis der nederlandsche Letterkunde. Utrecht 1851–1852, (2. Bd. Online)
- Voorlezingen over de Geschiedenis der Roomsch-katholieke Kerk in de Noord-Nederlanden. Utrecht 1853 (Online)
- Bijlagen tot de Voorlezingen over de Geschiedenis der Roomsch-Katholieke Kerk in Noord-Nederlanden. Utrecht 1853 (Online)
- Korte schets tot de Geschiedenis der nederlandsche Letterkunde. Utrecht 1854–1857, 4. Bde.; 2. Aufl. 1860 (Online)
- Leiddraad tot de geschiedenis der Nederl. Letterk. Utrecht 1854–57, 4. Bde.,
- Handelingen van het vierde nederlandsch taal- en letterkundig congres, gehouden te Utrecht op 20, 21 en 22 September 1854. Utrecht 1855 (Online)
- Tableaux généalogiques et chronologiques des souverains Russes et Turcs. Avec le portrait d'Alexandre 11. Empereur de toutes les Russies. Utrecht 1855 (Online)
- Verhandelingen, kleine Opstellen en verspreide Schriften. Utrecht 1862 (Online, mit Vita)